# Tavolník japonský
Tavolník japonský (Spiraea japonica) je rostlina, listnatá opadavá dřevina z čeledi růžovité (Rosaceae). Tavolník japonský tvoří keře. Druh je původní v Asii. Pěstuje se jako okrasná rostlina i v ČR. Dorůstá 1 - 1,2 m. Kvete v červnu až srpnu.
Synonymum pro druh označovaný Spiraea japonica je Spiraea japonica var. alpina. Někdy je zaměňován s jiným druhem, označeným jako tavolník Bumaldův Spiraea × bumalda.
Preferuje slunečné polohy, propustné vlhké půdy. Dřevina rychle stárne a prosychá. Tavolník japonský je používán do skupin a nízkých živých plotů. Množení semeny, řízky. Je vypěstováno více kultivarů dřeviny, ale nejčastěji je používán kultivar 'Anthony Waterer' se sytě zbarvenými květy a zdravým růstem.
Dřeviny jsou často napadány chorobami a škůdci, mezi časté choroby patří plíseň šedá a padlí. Některé kultivary jako například 'Little Princess', nesnáší dobře výsluní.